# Дисеу
Дисеу (осет. Дисеу, груз. დისევი — Дисеви) — село в Закавказье, расположено в Цхинвальском районе Южной Осетии, фактически контролирующей село; согласно юрисдикции Грузии — в Горийском муниципалитете.

## География
Село располагается к юго-востоку от осетинского села Дменис на границе с собственно Грузией (к востоку от грузинского села Мерети).

## Население
По переписи 1989 года село населяли грузины (более 2/3) и осетины (менее 1/3). После изгнания осетинского населения и периода грузинского контроля над селом в 1992—2008 гг. основное население составили грузины. По переписи 2002 года (проведённой властями Грузии, контролировавшей часть Цхинвальского района на момент проведения переписи) в селе жило 805 человек, в том числе грузины составили 89 % от всего населения.

## Конфликт
В период южноосетинского конфликта в 1992—2008 гг. село находилось в зоне контроля Грузии. В октябре 2008 года (после августовской войны) в селе были сожжены несколько покинутых грузинами домов, а само село после войны перешло под контроль РЮО. Главной проблемой остаётся дорожное сообщение с Цхинвалом в западном направлении и с Арцеу в юго-восточном: кратчайшие пути проходят через территорию собственно Грузии, в связи с чем имеют место пограничные провокации.

## Топографические карты
- Лист карты K-38-65 Ленингори. Масштаб: 1 : 100 000. Издание 1979 г.